# NEW CHITOSE AIRPORT Fleur presents SKY STREET
NEW CHITOSE AIRPORT Fleur presents SKY STREET（ニュー・チトセ・エアポート・フルール・プレゼンツ・スカイ・ストリート）は、FM NORTH WAVEで放送されていたラジオ番組である。ここでは後継番組として2016年3月まで放送されていた『NEW CHITOSE AIRPORT 北海道ショールーム presents SKY STREET』（ニュー・チトセ・エアポート・ほっかいどうショールーム・プレゼンツ・スカイ・ストリート）についても記述する。

## 概要
- 新千歳空港のフライトインフォメーション、お店やお土産情報、旅の情報を中心に放送され、ゲストコーナーも放送される。2008年から放送開始、新千歳空港国内線ターミナルリニューアルに合わせ2012年から「NEW CHITOSE AIRPORT 北海道ショールーム presents SKY STREET」へ改題。金曜日は「Magic_Friday:-)」内で放送。2012年3月までは月曜日から木曜日は「チアラジ!∼Cheers Radio∼」に内包される形で放送され、2012年6月ごろまで金曜日には新千歳空港内のサテライトスタジオから放送されていた。

## 現在の放送時間
- 2014年4月 -
  - 月曜日 - 木曜日：15:00 - 15:30
  - 金曜日：13:00 - 14:00(「Magic_Friday:-)」に内包)

## 出演者
- 中田ゆかり（2008年10月 - 2009年3月まで月曜日）
- GUCHY（2008年10月 - 2009年3月まで木曜日）
- 笠原寿仁（2008年10月 - 2010年3月。2009年3月までは火曜日、2010年3月まで水曜日、木曜日）
- 鹿島千穂（2009年4月 - 2010年3月まで金曜日）
- カツノリ（2010年4月 - 2012年9月）
- 奥かおる（2010年4月 - 、月 - 木曜）
- 片岡香澄（2008年10月 - 2010年3月、2011年4月 - 。2009年3月までは水曜日、2010年3月まで月曜・火曜日、2012年10月 - 2014年3月は全曜日)
- yuka（2014年4月 - 2016年3月)